# Oczeno
Oczeno (biał. Вотчына, Wotczyna; ros. Отчина, Otczyna) – wieś na Białorusi, w obwodzie brzeskim, w rejonie małoryckim, w sielsowiecie Mokrany, nad Rytą i w pobliżu granicy z Ukrainą.

## Historia
W dwudziestoleciu międzywojennym leżało w Polsce, w województwie poleskim. Po II wojnie światowej w granicach Związku Sowieckiego. Od 1991 w niepodległej Białorusi.